# Влад Рейляну
Влад Рейляну (рум. Vlad Răileanu; нар. 9 січня 2003, Аненій-Ной, Молдова) — молдовський футболіст, центральний півзахисник кишиневського «Зімбру», який виступає в оренді за львівський «Рух».

## Клубна кар'єра
Народився в місті Аненій-Ной. Вихованець академії «Зімбру». На початку 2021 року переведений до дорослої команди. За першу команду столичного клубу дебютував 24 лютого 2021 року в програному (0:4) домашньому поєдинку 22-го туру Національного Дивізіону Молдови проти тираспольського «Шерифа». Влад вийшов на поле в стартовому складі та відіграв увесь матч. Першим голом за «Зімбру» відзначився 9 листопада 2022 року на 44-й хвилині переможного (1:0) домашнього поєдинку 14-го туру Суперліги Молдови проти «Сфинтул Георге». Рейляну вийшов на поле в стартовому складі та відіграв увесь матч.
30 липня 2025 року відправився в оренду з правом викупу до «Руху».

## Кар'єра в збірній
У футболці юнацької збірної Молдови (U-19) дебютував 4 червня 2021 року в нічийному (1:1) домашньому товариському поєдинку проти однолітків з Азербайджану. Влад вийшов на поле в стартовому скаді, а на 56-й хвилині його замінив Сорін Челе. Загалом за юнацькі збірні Молдови старших вікових категорій зіграв 7 матчів.
У футболці молодіжної збірної Молдови дебютував 27 вересня 2022 року в нічийному (0:0) виїзному товариському поєдинку проти молодіжної збірної Азербайджану. Рейляну вийшов на поле на 46-й хвилині замість Даніеля Дану. Першими голами за «молодіжку» відзначився 15 червня 2023 року на 31-й та 67-й хвилинах переможного (3:1) виїзного поєдинку групи C кваліфікації молодіжного чемпіонату Європи проти Гібралтару. Рейляну вийшов на поле в стартовому складі, а на 89-й хвилині його замінив Даніель Мунтян. Загалом за молодіжну збірну Молдови зіграв 12 матчів, в яких відзначився 5-ма голами.